# Papanasam
Papanasam é uma panchayat (vila) no distrito de Thanjavur, no estado indiano de Tamil Nadu.

## Geografia
Papanasam está localizada a 10° 56′ 00″ N, 79° 17′ 00″ L. Tem uma altitude média de 106 metros (347 pés).

## Demografia
Segundo o censo de 2001,  Papanasam  tinha uma população de 16,397 habitantes. Os indivíduos do sexo masculino constituem 50% da população e os do sexo feminino 50%. Papanasam tem uma taxa de literacia de 76%, superior à média nacional de 59.5%: a literacia no sexo masculino é de 82% e no sexo feminino é de 70%. Em Papanasam, 11% da população está abaixo dos 6 anos de idade.